# Бакум Віктор Володимирович
Віктор Володимирович Бакум (нар. 19 квітня 1959, Українська РСР) — радянський та український футболіст та футзаліст, нападник.

## Життєпис
Футбольну кар'єру розпочав 1977 року в дублі криворізького «Кривбасу». Восени 1977 року його призвали на військову службу, під час якої Віктор грав у СКА (Київ). По завершенні військової служби в клубах «Кристал» (Херсон), «Поділля» (Хмельницький), «Колос» (Осокорівка) та «Меліоратор» (Каховка). У 1992 році виїхав до Чехословаччини, де грав за «Локомотіва-Бане» (Спішська Нова Весь). 
У 1992 році перейшов у футзал. У сезоні 1993/94 років став найкращим бомбардиром першого офіційного чемпіонату України в клубі «Авангард» (Жовті Води). Також виступав за аматорські футбольні клуби «Славута» Нововоронцовськ (1993) та «Кривбас-Руда» Кривий Ріг (1994/95). Влітку 1995 року його запросили до одеського «Локомотива», з яким виграв чемпіонат. Наступного сезону переїхав до дніпропетровського «Механізатора». У 1997—1999 роках виступав у клубі КрАз (Кременчук), у футболці якого завершив футбольну кар'єру.
Син Роман Бакум також професійний футзаліст.
У червні 2020 року у Віктора Бакума виявили лімфому

## Досягнення

### Як гравця
МФК «Локомотив» (Одеса)
- Чемпіонат України
  -  Чемпіон (1): 1995/96

### Індивідуальні
- Найкращий бомбардир чемпіонату України: 1993/94 (55 голів)
- Неодноразово включався до списку 15 та 18 найкращих футзалістів України

### Відзнаки
- Майстер спорту України